# Le Chalon
Le Chalon ist eine französische Gemeinde mit 200 Einwohnern (Stand: 1. Januar 2022) im Département Drôme in der Region Auvergne-Rhône-Alpes (vor 2016 Rhône-Alpes); sie gehört zum Arrondissement Valence und zum Kanton Drôme des collines. Die Einwohner werden Chalonais genannt.

## Geographie
Le Chalon liegt etwa 32 Kilometer nordöstlich von Valence am namengebenden Fluss Chalon. Umgeben wird Le Chalon von den Nachbargemeinden Crépol im Nordwesten und Norden, Saint-Laurent-d’Onay im Nordosten, Saint-Michel-sur-Savasse im Osten, Geyssans im Süden sowie Arthémonay im Südwesten und Westen.

## Bevölkerungsentwicklung
| Jahr                       | 1911 | 1962 | 1968 | 1975 | 1982 | 1990 | 1999 | 2006 | 2013 |
| -------------------------- | ---- | ---- | ---- | ---- | ---- | ---- | ---- | ---- | ---- |
| Einwohner                  | 258  | 141  | 138  | 129  | 132  | 147  | 157  | 160  | 214  |
| Quellen: Cassini und INSEE |      |      |      |      |      |      |      |      |      |

## Sehenswürdigkeiten
- Kirche Saint-Joseph
- Wehrhaus La Bobinière (auch: Robinière) aus der Mitte des 16. Jahrhunderts